# سونیا اورول
سونیا مری براونل (به انگلیسی: Sonia Mary Brownell) (۲۵ اوت ۱۹۱۸–۱۱ دسامبر ۱۹۸۰)، که بیشتر با نام سونیا اورول (به انگلیسی: Sonia Orwell) شناخته می‌شود، همسر دوم جورج اورول، نویسنده مشهور بود. اعتقاد بر این است که سونیا الگوی جولیا، قهرمان نوزده و هشتاد و چهار است.
سونیا با بخش تحقیقات اطلاعات (IRD)، یک بخش تبلیغاتی وزارت خارجه بریتانیا، همکاری کرد که به افزایش شهرت بین‌المللی مزرعه حیوانات و ۱۹۸۴کمک کرد. با حمایت او، IRD توانست قلعه حیوانات را به بیش از ۱۶ زبان ترجمه کند و برای سفارتخانه‌های بریتانیا این کتاب را در بیش از ۱۴ کشور برای اهداف تبلیغاتی منتشر کند. بلافاصله پس از مرگ همسرش، سونیا حقوق فیلم را به مزرعه حیوانات به سازمان اطلاعات مرکزی آمریکا (سیا) فروخت. این معامله منجر به ساخت فیلم تبلیغاتی مزرعه حیوانات (۱۹۵۴) شد که اولین فیلم بلند انیمیشن ساخته شده در بریتانیا شد.

## اوایل زندگی
براونل در کلکته، هند بریتانیا، دختر یک مقام استعماری بریتانیا به دنیا آمد. وقتی سونیا چهار ساله بود، پدرش درگدشت. وقتی شش ساله بود، به صومعه قلب مقدس در روهمپتون (در حال حاضر بخشی از دانشگاه روهمپتون)، در انگلستان فرستاده شد. او در ۱۷ سالگی آنجا را ترک کرد و پس از یادگیری زبان فرانسه در سوئیس، دوره منشی‌گری را گذراند. به عنوان یک زن جوان، براونل مسئول رونویسی و ویرایش متن نسخه برای اولین نسخه از وینچستر لو مورت دآرتور، به عنوان دستیار اوژن ویناور، نویسنده برجسته قرون وسطایی در دانشگاه منچستر بود .

## اورول
براونل اولین بار با اورول ملاقات کرد که او به عنوان دستیار سیریل کانولی، یکی از دوستان او از کالج ایتون، در مجله ادبی Horizon کار می‌کرد. پس از مرگ همسر اولش آیلین اوشانیسی، اورول به شدت تنها شد. در ۱۳ اکتبر ۱۹۴۹، تنها سه ماه قبل از مرگش بر اثر سل، با براونل ازدواج کرد.
دوستان جورج اورول، و همچنین کارشناسان مختلف اورول، خاطرنشان کرده‌اند که براونل در آخرین ماه‌های دردناک زندگی‌اش به اورول کمک کرد و به گفته آنتونی پاول، اورول را بسیار تشویق کرد. با این حال، دیگران استدلال کرده‌اند که او نیز ممکن است به دلیل شهرت او جذب او شده باشد. برنارد کریک، زندگی‌نامه نویس اورول، به واشینگتن پست گفت که او فکر نمی‌کند که براونل «تأثیر زیادی بر زندگی او داشته‌است» و تأکید می‌کند که «تصادفی بود که آنها با هم ازدواج کردند.»

## ۱۹۸۴
تی آر فیول، که در دهه آخر زندگی نویسنده، همکار و دوست جورج اورول بود، و دیگر دوستان اورول، گفته‌اند که سونیا الگوی جولیا، قهرمان نوزده و هشتاد و چهار، «دختری از بخش داستانی» که عشق و گرما را برای قهرمان میانسال وینستون اسمیت به ارمغان می‌آورد.
همان‌طور که اورول در نوزده و هشتاد و چهار نوشت، «دختری از بخش داستان… داشت به او نگاه می‌کرد. . . او فکر کرد که او خیلی جوان بود، هنوز از زندگی انتظاری داشت. . . او این را به عنوان یک قانون طبیعت نمی‌پذیرد که فرد همیشه شکست خورده‌است. . . تنها چیزی که نیاز داشتی شانس و حیله‌گری و جسارت بود. او نفهمید که چیزی به نام خوشبختی وجود ندارد، که تنها پیروزی در آینده ای دور نهفته‌است، مدت‌ها پس از مرگ تو.»

## بایگانی
همراه با دیوید آستور و ریچارد ریس، وصی ادبی جورج اورول، در کالج دانشگاهی لندن بایگانی اورول را بنیان گذاشتند.

## پس از اورول
براونل در سال ۱۹۵۸ با مایکل پیت-ریورز ازدواج کرد و با چندین نقاش بریتانیایی از جمله لوسیان فروید، ویلیام کولد استریم و ویکتور پاسمور رابطه داشت. ازدواج او با پیت ریورز در سال ۱۹۶۵ به طلاق انجامید. او همچنین با موریس مرلوپونتی، فیلسوف پدیدارشناس فرانسوی، که او را به عنوان عشق واقعی خود توصیف کرد، رابطه عاشقانه داشت. او امیدوار بود که همسرش را برای او ترک کند.
براونل چندین فرزندخوانده داشت و با برخی از آنها بسیار نزدیک بود. پسرخوانده او تام گروس در مجله اسپکتیتور نوشته‌است که «اگرچه سونیا از خود فرزندی نداشت، اما تقریباً برای من مانند یک مادر دوم شد.»
سونیا همچنین با بسیاری از نویسندگان و هنرمندان دوست صمیمی بود، از جمله پابلو پیکاسو، که به افتخار او طرحی کشید که پیکاسو علامت آن را «سونیا» گذاشت.

## مرگ
براونل در دسامبر ۱۹۸۰ در لندن بر اثر تومور مغزی درگذشت، در حالی که ثروت زیادی را برای محافظت از نام اورول خرج کرده بود، حسابدار وی از باقی مانده سرمایه او کلاهبرداری کرده بود. دوست نقاشش، فرانسیس بیکن بدهی‌های معوق او را پرداخت کرد. در مراسم تشییع جنازه او، تام گروس همان قطعه ای از جامعه، فصل ۱۲ آیه‌های ۱–۷ را در مورد شکستن کاسه طلا خواند، که سی سال قبل از آنتونی پاول خواسته بود در مراسم خاکسپاری اورول بخواند. 